# تعرية المسيح (لوحة)
تَعْرِيَة الْمَسيح (باللاتينية: Exspolĭum) هي لوحة زيتية بريشة رسام عصر النهضة الاسباني، إل جريكو. بدء العَمل على اللوحة في صيف عام 1577 واكتملت في ربيع عام 1579 للمذبح العالي لخزانة كاتدرائية طليطلة، حيث لا تزال معلقة هُناك إلى الَيوم. في أواخر عام 2013 تم عرضها مؤقتًا في متحف ديل برادو في مدريد (مع أعمال إل جريكو الأخرى)، بعد فترة من أعمال التنظيف والصيانة هناك؛ تم إرجاعه إلى طليطلة في عام 2014. تُعتَبر تَعْرِيَة الْمَسيح أحد أشهر أعمال إل جريكو. وثيقة مؤرخة في 2 يوليو 1577 تشير إلى أنَ هذه اللوحة هي أقدم سجل لتواجُد إل جريكو في إسبانيا.

## الفَنان
ولد دومينيكوس ثيوتوكوبولوس عام 1541 في هيراكليون. كان معروفًا باسم إل جريكو، وكان رسامًا في عصر النهضة الاسباني وأوائل من رسام بالمانييريزمو طور أسلوبًا شخصيًا للغاية في أعماله الناضجة. حتى سن 26 عامًا، كان يعيش في جزيرة كريت، حيث كان معلمًا معروفًا للأيقونات في الطراز الروماني الشرقي المَعروف في الجزيرة.
ثم أقام لمدة عشر سنوات في إيطاليا، حيث تحول إلى رسام من عصر النهضة. عاش لأول مرة في البندقية، حوالي عام 1567، حيث تولى بشكل كامل أسلوب تيتيان وتينتوريتو؛ وبعد ذلك في روما، درس المانييريزمو من أعمال مايكل أنجلو. في عام 1577 استقر في طليطلة، حيث عاش وعمل لبقية حياته. في ذلك الوقت، كانت طليطلة العاصمة الدينية لتاج قشتالة وواحدة من أكبر المدن في أوروبا. في عام 1571، كان عدد سكان المدينة حوالي 62000 نسمة. سرعان ما تكيف الرسام مع الجو الديني والصوفي للمدينة وتعرف عليه، وفي العديد من أعماله، في خلفية مؤلفاته، هناك آراء مختلفة لطليطلة. 
تتكون أعماله من لوحات كبيرة لقطع مذبح الكنيسة، والعديد من لوحات التفاني للمؤسسات الدينية - التي غالبًا ما شاركت فيها ورشته - ومجموعة من الصور التي تعتبر من أعلى المستويات. في روائعه الأولى، تم تقييم تأثير الأسياد الإيطاليين. ومع ذلك، سرعان ما تطور إلى أسلوب شخصي يتميز بشخصيات المانييريزمو ممدودة بشكل غير عادي، بإضاءة خاصة بها، رقيقة، شبحية، معبرة للغاية، تقع في بيئات غير محددة ومع مجموعة من الألوان التي سعى بها إلى التناقضات، مع الازرق البارد الفاتح والأصفر الحاد. تم تحديد هذا الأسلوب بروح الإصلاح المضاد وتم اكتساب شخصية أكثر تطرفًا في سنواتها الأخيرة. 
يعتبر حاليًا أحد أعظم فناني الحضارة الغربية. يعتبر هذا التقدير العالي حديثًا وقد تم تشكيله على مدار المائة عام الماضية، حيث تغير تقييم لوحاته في القرنين ونصف القرن بعد وفاته؛ لقد أصبح يعتبر رسامًا غريب الأطوار وهامشيًا في تاريخ الفن.

## تاريخ
كان على إصحاح كاتدرائية طليطلة أن تأمر إل جريكو بإتمام اللوحة 2 يوليو 1577، حيث توجد وثيقة توضح أنه في ذلك التاريخ تلقى 400 عُملة مقدماً. كانت هذه هي الوثيقة الأولى التي تثبت وجود الرسام في طليطلة.

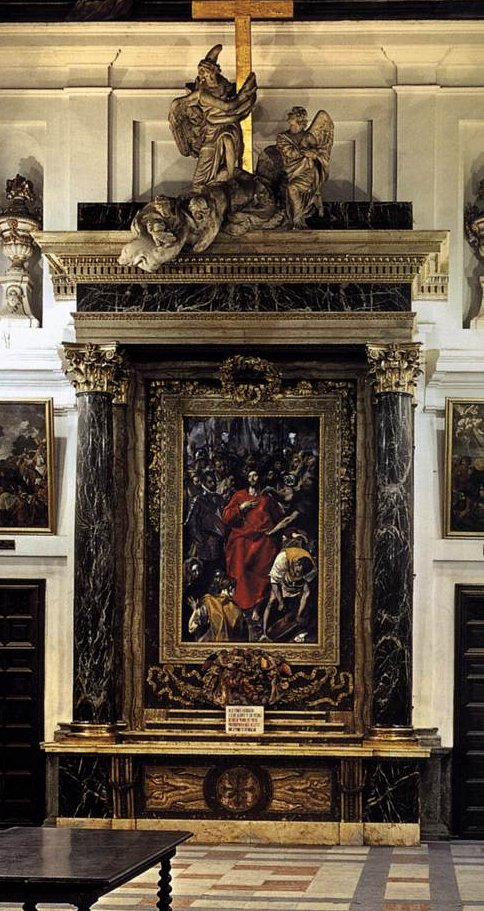
اللوحة في موقعها بخزانة كاتدرائية طليطلة.

يُمثل موضوع اللوحة اللحظة الأولى من آلام المسيح التي جُرد فيها يسوع من ثيابه. استوحى الرسام من نص من تأملات في حياة المسيح منسوب إلى القديس بونافنتورا وابتكر تركيبة لَم تُرضي إصحاح كاتدرائية طليطلة.
التكوين هو مانييريزمو بالكامل بسبب عموديها؛ للون قوة عظيمة وفي لعبة الانعكاسات تسود البقعة الحمراء لثياب المسيح علي اغلب تَكوين اللوحة. في أسفل اليسار وضع مريم، والدة يسوع، ومريم المجدلية، وماري كليوباس، بينما في القمة، فوق رأس المسيح، وضع جزءًا كبيرًا من المجموعة التي ترافقه. لم يذكر في الأناجيل الكنسية أن المريمات الثلاثة كانت حاضرة في ذلك الوقت، ولا في إنجيل نيقوديموس، وهو الإنجيل الوحيد الذي يتحدث عن سَرقت ثياب المَسيح. أما فيما يتعلق بالتعزيز الهرمي لوضع المُرافقين فوق المسيح، فقد استوحى إل جريكو من الأيقونات القائمة على الطراز الروماني الشرقي مثل أيقونة «القبض على المسيح» أو «قبلة يهوذا»، حيث من الشائع في هذه الأيقونات أن يلف الحشد يسوع من القمة. لم يقبل إصحاح كاتدرائية طليطلة هذا التكوين، معتبرين وجودهم فوقه على انه خطأ، وأنهم حجبوا المسيح وقللوا من قيمته.

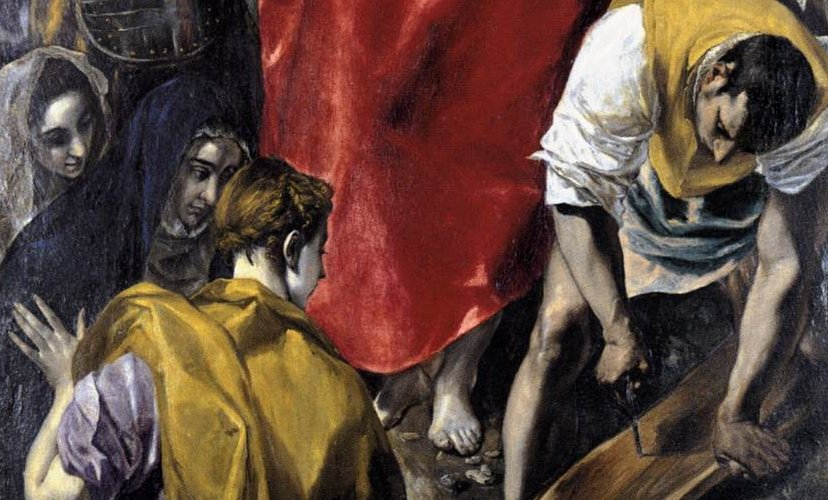
تفاصيل اللوحة حيث تبدو المريمات الثلاث بحالة منَ الحزن، ورجل مرسوم بتقصير جريء، يخرق الصليب لتسمير قدمي المسيح. يتم تمثيل القدم البيضاء ليسوع التي سيتم تسميرها في الوسط، وبالتالي إنشاء رابطة قوية بَين الفعل والنَتيجة.

كان هذا هو سبب الدعوى الأولى التي رُفعت على الرسام في قشتالة. في 14 سبتمبر من 1579 (يَوم الدَفع) طالبة إل جريكو من الكاتدرائية بدفع رسوم اللوحة مدعياً أنه أجنبي وليس لديها بضائع في طليطلة. لم يتم دفع ثمن اللوحة حتى 8 ديسمبر 1581.  في الدعوى القضائية، ذكر مَجموعة من النُقاد الفَنيون، بالتاسار دي كاسترو (رسام) ومارتينيز دي كاستانيدا (نحات) أن العَمل جَميل جدًا لدرجة أنه لا يُقدر بثمن... ولكن بسَبب الاوقات الحالية... يمكن دفع 900 دوكات. "  كان المبلغ المطلوب غير متناسب، لكن المثمنين الذين مَثلوا إصحاح كاتدرائية طليطلة قدموا تقييمًا منخفضًا للغاية، حيث قدموا 228 دوكات فقط، زاعمين عدم دقة الرؤوس بما يتجاوز رأس المسيح والمريمات الثلاث غير المذكورة في الأناجيل. أدى عدم الاتفاق إلى دعوة مَحكم للانعقاد؛ وذكر أن اللوحة كانت واحدة من أفضل اللوحات التي شاهدها على الإطلاق وقيّمها بـ 318 دوكات. فيما يتعلق بالمشاكل الأيقونية، قال إنه لم يكن مستعدًا لحلها وتم تفويضه إلى السلطة الكنسية. انتهى الأمر بتلقي الرسام 350 دوكاتاً كدفعة مالية، لكن لم يكن مضطرًا لتغيير أجزاء اللوحة التي تسببت في الصِراع.
يبدو أنه خلال الدعوى القضائية، كان إل جريكو مستعدًا للاستغناء عن المريمات الثلاث، ولكن في النهاية تمكن من الحفاظ عليها، مفضلاً جماليات التكوين، لأنها تؤكد على الحركة الصعودية للرسم. 

## الوَصف
لم تكن اللحظة التي تم تمثيلها في تَعْرِيَة الْمَسيح موضوعًا متكررًا في الفن الغربي في ذلك الوقت. يصور التكوين المسيح في الوسط، ينظر إلى السماء بتعبير يَشوبه الصفاء، مرتديًا رداء أحمر كثيفًا يسيطر على بقية التكوين. حوله مجموعة من الشخصيات على استعداد لخلع ملابسه لبدء آلام المسيح. كل من عَملية النمذجة لالأشكال واللونية الخاصة باللوحة تأتي من فترة البندقية.

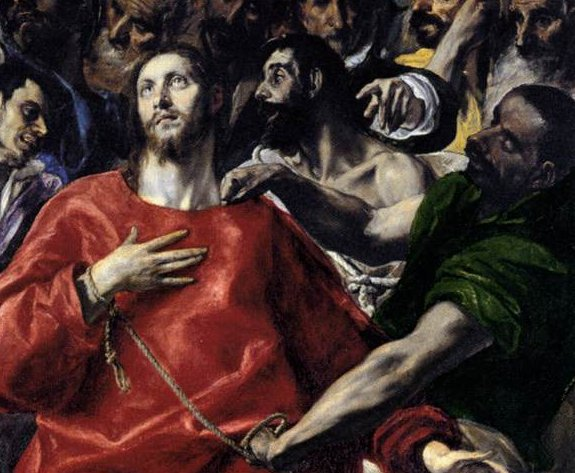
تَفاصيل.

تبرز شخصية المسيح المثالية بقوة عن البقية وتبدو غريبة عن عدوانية الناس من حوله.  في الخلف، هناك شخصية بقبعة حمراء تخاطب المسيح باتهامًا، بينما يتجادل اثنان آخران حول ثيابه. على يسار المسيح، هناك رجل يرتدي الزي الأخضر يمسكه بحبل ويحاول خلع مَلابسه قبل صلبه. في هذه الأثناء، في أسفل اليمين، يميل رجل ذو رداء أصفر نحو الصليب ويحدث ثقبًا لتسهيل إدخال المسمار الذي سَيخرق قدمي يسوع المسيح. 

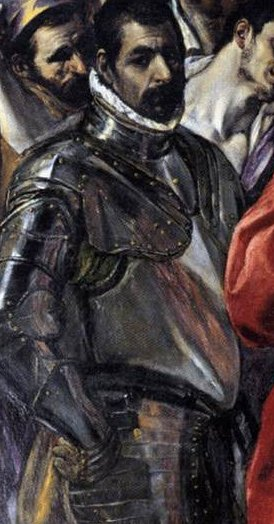
درع الشخصية المَوجودة على يمين يسوع ، مَع تنفيذ لا تشوبه شائبة ، لا ينافس جاذبية المخلص. يحقق إل جريكو هذا الأمر من خلال تباين وتلاشي درجات الرمادي في الدرع التي تتناقض مع لمعان احمر المَسيح.

إن وجه المخلص المُشرق يقترن بعنف بوجوه الشخصيات ذات المَلامح الخشنة للجلادين، الذين يتجمعون حوله مما يخلق انطباعًا بالاضطراب في حركاتهم وإيماءاتهم ورماحهم. في أسفل اليسار توجد المريمات الثلاثة تراقب المشهد بقلق. يمكن اشتقاق الشكل الذي يعد الصليب من الشكل المماثل المنحني للأمام في لوحات رافائيل الخاصة بمشروعه "صيد سَماك المعجزة"، وهي أعمال ربما كان إل جريكو قد عرفها خلال إقامته في روما.
في هذه اللوحة، أدرك مانويل بارثولوميو كوسيو، في كتابه الشهير عن إل جريكو، التحليل التالي:
- كان على إل جريكو أن يمثل المسيح، ليس كإله، ولكن كإنسان وضحية بريئة للعواطف البشرية. على الرغم من أن هذا مرتبط بالتراكيب الأخرى المرسومة في إيطاليا، فقد ركز هنا جميع العناصر، الرئيسية والثانوية، المنتشرة في لوحاته السابقة، في عمل واحد بالقرب من بطل الرواية. إنه محاط بمجموعة ضيقة من الرؤوس الصلبة والحزينة، لكل منها شخصيته الخاصة، والتي تعمل بمثابة خلفية لوجه المسيح الواضح والبريء. لا يزال يقدم حلقتين مختلفتين وفقًا لتقليد البندقية، ولكن ليس كما كان من قبل، مبعثر في مشاهد أخرى من اللوحة مثل المربعات والأروقة، ولكن بالقرب من المسيح وإغلاق المشهد في الأسفل. إنه الرجل الذي يعد الصليب وأمامه المريمات الثلاثة التي تراقبه بحزن. وقد أدى بتركيز العمل إلى أقصى حد، وهو ما قصده أصحاح الكاتدرائية بحجج لاهوتية للرسام لتعديل اللوحة.[19]

- على الرغم من أن العديد من شخصيات اللوحة جذابة للغاية، إلا أن وحدة التكوين مثالية للغاية بحيث يتم استيعاب كل الاهتمام في شخصية المسيح. عرف إل جريكو إنشاء هذا التأثير بمهارة كبيرة، وإنشاء تكوين في دائرة، بالقرب من يسوع. الجماهير، كما في اللوحات السابقة، ليست فقط على اليمين واليسار، ولكنها أيضًا في الخلفية بحيث يبرز بطل الرواية فوقها؛ يرسمون شخصيته من جميع الجهات؛ أيضًا في المقدمة، في الجزء السفلي، لإغلاق المشهد تمامًا. يُظهر المخطط العام ليسوع، الذي يحتل مركز المجموعة من حوله، ويكتسب من خلال التباين ارتياحًا كبيرًا. [19]

- كل ما لا يلعب دورًا قياديًا يظهر مظلماً بينما المسيح مُستنير. يحقق الفنان هذا من خلال معالجة اللون وأستعمال الجلاء والقتمة. وهكذا، فإن وجه المسيح المضيء ورداءه الأحمر يشكلان تباينًا قويًا للغاية مع الوجوه الداكنة لمُرافقيه ومع التنغيم الرمادي الذي يسيطر على خلفية اللوحة، في نفس الخط الرمادي الذي يظهر درع الفارس بجانب يسوع. [19]

- المشهد المُصور هو مجرد إناس، الرجال والنساء يملأون الفراغ كله. تظهر الطبيعة فقط في جزء من السماء الملبدة بالغيوم وقليل من الأرض تحت قدم يسوع المسيح. [19]

- لاحظ مؤلف هذا التحليل أن مؤرخ الفن كارل جوستي اعترف في هذه اللوحة بذكريات الفن البيزنطي: في الموضع الأمامي للمشهد، وفي التناسق الذي يتم به ترتيب الشخصيات وفي تركيز الجمهور. [19]

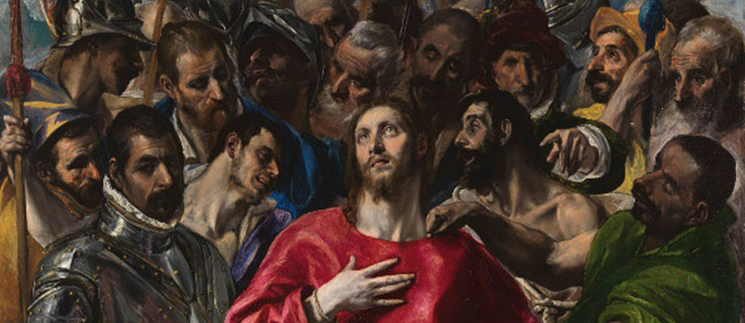
وجد إصحاح كاتدرائية طليطلة الذين كَلفوا رسم اللوحة أنه من غير المبرر لاهوتياً أن يتفوق المُرافقون على صورة المسيح. كان إل جريكو قَد استوحة هذا الامر من أيقونات الفن البيزنطي في موضوعات مثل "قبلة يهوذا" أو "اعتقال يسوع" حيث أحاط المسيح بالجمهور منَ الأعلى. مما جَعلَ التناقض الجمالي بين سكون وحزن وجه المسيح ومن حوله لافتاً للنظر.

## رسم الأيقونات

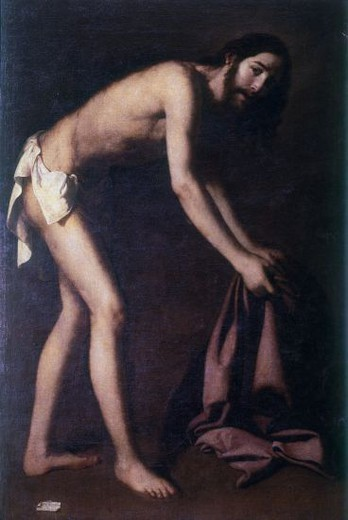
المسيح يلتقط ملابس بريشة فرانسيسكو زورباران.

تَعرية المَسيح هو موضوع ورسم أيقوني مسيحي يُصَور يسوع في اللحظة التي يتم تجريده من ردائه الأرجواني أو الأحمر (بالعادة) والتي كان الجنود الرومان يضعونها عليه بعد جلده وتويجه بتاج الاشواك قبل الصلب.  وفقًا لرواية إنجيل يوحنا عن إيس هومو، التي تقول أن ثوبه كان سلسًا، أي أنه لم يكن له شقوق. دعماً لهذه الحقيقة، هناك شهادة ملفقة من إنجيل نيقوديموس تشير إلى نهب واستبدال الرداء - وهذا من شأنه أن يؤدي إلى ظهور «قماش النقاء» الذي يغطي أجزائه. بالإضافة إلى ان جميع الأناجيل الكنسية تَنص على حقيقة أن الجنود الذين حرسوا قبره قد نَهبوا ثيابهم، على الرغم من أنه وفقًا لمتى ومرقس، «جردَ المَسيح من ثيابه أثناء درب الصليب».
على الرغم من أن التمثيل الأكثر شهرة لتعرية المَسيح هو الذي صَوره إل جريكو في لوحته لخزانة كاتدرائية طليطلة، والتي لا تتبع نصوص الأناجيل، إلا أن هناك لوحات أخرى تعالج سببًا موازياً للمَوضوع مثل الفنان فرانشيسكو دي زورباران، الذي رسم في عام 1661 مسيحًا يجمع الملابس، لكنيسة جادراك في مدريد، والذي يصور فيها رؤية إنجيل مرقس وإنجيل متى، ويلتقط رداءه البني بعد أن جُلِد بالسياط.

## النسخ المتماثلة والنسخ
رسم إل جريكو في ورشته عدة نسخ حول نفس الموضوع، مع متغيرات بَسيطة. قام المؤرخ ويثي بفهرسة خمسة عشر لوحة حول هذا الموضوع وأربع نسخ أخرى نصف الطول. فقط في خمسة من هذه الأعمال رأى يد الفنان واعتبره العشرة الآخرون من إنتاجات ورشة العمل أو نسخ لاحقة لتلاميذه. من بين الخمسة التي شارك فيها إل جريكو هي النسخة الأصلية لكاتدرائية طليطلة، ونسخة ألت بيناكوثيك العالي في ميونيخ - حيث لا توجد فيها اختلافات كثيرة فيما يتعلق بلوحة كاتدرائية طليطلة - وثلاثة نُسَخ صغيرة أخرى، منها نسخة قماش في إنجلترا والتي كانَت الدراسة التحضيرية لتلك المَوجوده في كاتدرائية طليطلة. العشرة الأخرى عبارة عن نسخ طبق الأصل من ورشة عمل إل جريكو، أو نسخ لاحقة صغيرة الحجم وذات جودة رديئة.
من بين النسخ نسخة مملوكة لمتحف برادو موقعة من نجل الرسام. الاختلافات الرئيسية لهذه النسخة مقارنة بالنسخة الأصلية، بالإضافة إلى الجودة، هي تاج الأشواك التي لبسها المسيح، مَع كون الأشكال الأمامية أكبر قليلاً بينما الأشكال الموجودة في الخلفية متباعدة. 

## المَراجع
1. ↑  M. Lambraki-Plaka, El Greco-The Greek, pp. 43–44.
2. 1 2 3  Alcolea 1988: p. 305
3. ↑  Salas 1992: p. 67-68
4. ↑  Tazartes 2004: p. 36
5. ↑  Lambraki 1999: p. 43-44
6. ↑  Brown 1982: p. 15
7. ↑  Cossío 1965: p. 99
8. 1 2 3  Pita 1985: p. 46
9. 1 2 3  Historia Universal del Arte 1984: p.1489
10. ↑  Brown op. cit. p. 232.
11. ↑  Pallucchini 1965: p. 6
12. ↑  Tazartes 2004: p. 100
13. ↑  "Greco, El". موسوعة بريتانيكا. 2002.
14. ↑  Gudiol 1982: p. 85
15. ↑  Buendía 1988: p. 8
16. 1 2  M. Tazartes, El Greco, p. 100.
17. ↑  Wundram 2005: p. 210
18. ↑  M. Lambraki-Plaka, El Greco-The Greek, p. 53.
19. 1 2 3 4 5  Cossío 1965: p. 100-103
20. 1 2  Ruiz 2007: p. 229